# Campeonato de Fútbol del Guayas 1953
El Campeonato de Fútbol del Guayas de 1953, más conocido como la Copa de Guayaquil 1953, fue la tercera edición de los campeonatos profesionales del Guayas, dicho torneo fue organizado por la ASOGUAYAS, dicho torneo tuvo la novedad de jugarse con 9 equipos dicha modalidad se mantuvo hasta 1955, además se decidió que a partir de este torneo se jugaría con una segunda etapa y dicha etapa sería la que definiera al campeón de la temporada.
El U.D. Valdez obtendría por primera vez su obtendría su primer título en el profesionalismo y el Barcelona obtendría su primer subcampeonato.

## Formato del Torneo
El campeonato de Guayaquil de 1952 se jugara de la siguiente manera:
Primera Etapa
Se jugará 18 fechas en total en partidos de ida y vuelta, los 4 equipos de mayor puntaje se clasificaran al cuadrangular final, mientras que el equipo de peor puntaje descenderá a la Serie B de la Copa de Guayaquil. 
Cuadrangular final
Se jugará a una sola vuelta entre los 4 equipos que hayan logrado pasar la 1ª etapa el equipo con mayor cantidad de puntos será el campeón.

## Equipos
| Equipo           | Ciudad            | Estadio                      | Capacidad    |
| ---------------- | ----------------- | ---------------------------- | ------------ |
| Barcelona        | Guayaquil         | George Capwell Ramón Unamuno | 11.000 5.000 |
| Emelec           | Guayaquil         | George Capwell Ramón Unamuno | 11.000 5.000 |
| Panamá S.C.      | Guayaquil         | George Capwell Ramón Unamuno | 11.000 5.000 |
| Patria           | Guayaquil         | George Capwell Ramón Unamuno | 11.000 5.000 |
| 9 de Octubre     | Guayaquil         | George Capwell Ramón Unamuno | 11.000 5.000 |
| Everest          | Guayaquil         | George Capwell Ramón Unamuno | 11.000 5.000 |
| Norte América    | Guayaquil         | George Capwell Ramón Unamuno | 11.000 5.000 |
| U.D. Valdez      | Milagro Guayaquil | George Capwell Ramón Unamuno | 11.000 5.000 |
| Chacarita Junior | Guayaquil         | George Capwell Ramón Unamuno | 11.000 5.000 |

## Primera Etapa

### Partidos y resultados
| Fecha 1      | Fecha 1   | Fecha 1          |
| Equipo Local | Resultado | Equipo Visitante |
| ------------ | --------- | ---------------- |
| UD.Valdez    | 4-2       | Barcelona        |
| 9 de Octubre | 4-2       | Panamá           |
| Chacarita    | 3-1       | Everest          |
| Patria       | 2-1       | Emelec           |

| Fecha 2      | Fecha 2   | Fecha 2          |
| Equipo Local | Resultado | Equipo Visitante |
| ------------ | --------- | ---------------- |
| Barcelona    | 2-1       | Everest          |
| Emelec       | 2-1       | 9 de Octubre     |
| Norteamérica | 2-2       | Patria           |
| Panamá       | 2-3       | UD.Valdez        |

| Fecha 3      | Fecha 3   | Fecha 3          |
| Equipo Local | Resultado | Equipo Visitante |
| ------------ | --------- | ---------------- |
| Emelec       | 3-3       | Norteamérica     |
| UD.Valdez    | 2-1       | 9 de Octubre     |
| Patria       | 3-3       | Barcelona        |
| Chacarita    | 2-5       | Panamá           |

| Fecha 4      | Fecha 4   | Fecha 4          |
| Equipo Local | Resultado | Equipo Visitante |
| ------------ | --------- | ---------------- |
| Barcelona    | 3-0       | Panamá           |
| Everest      | 3-2       | Emelec           |
| Norteamérica | 1-0       | UD.Valdez        |
| 9 de Octubre | 2-0       | Chacarita        |

| Fecha 5      | Fecha 5   | Fecha 5          |
| Equipo Local | Resultado | Equipo Visitante |
| ------------ | --------- | ---------------- |
| Panamá       | 1-2       | Norteamérica     |
| Chacarita    | 2-1       | Barcelona        |
| UD.Valdez    | 2-0       | Patria           |
| Everest      | 1-1       | 9 de Octubre     |

| Fecha 6      | Fecha 6   | Fecha 6          |
| Equipo Local | Resultado | Equipo Visitante |
| ------------ | --------- | ---------------- |
| Barcelona    | 1-2       | 9 de Octubre     |
| Emelec       | 1-1       | Panamá           |
| Patria       | 4-3       | Chacarita        |
| Norteamérica | 2-3       | Everest          |

| Fecha 7      | Fecha 7   | Fecha 7          |
| Equipo Local | Resultado | Equipo Visitante |
| ------------ | --------- | ---------------- |
| Everest      | 1-1       | Panamá           |
| 9 de Octubre | 2-7       | Patria           |
| UD.Valdez    | 1-0       | Emelec           |
| Chacarita    | 0-3       | Norteamérica     |

| Fecha 8      | Fecha 8   | Fecha 8          |
| Equipo Local | Resultado | Equipo Visitante |
| ------------ | --------- | ---------------- |
| Emelec       | 0-0       | Barcelona        |
| Norteamérica | 1-1       | 9 de Octubre     |
| Chacarita    | 1-0       | UD.Valdez        |
| Patria       | 5-1       | Everest          |

| Fecha 9      | Fecha 9   | Fecha 9          |
| Equipo Local | Resultado | Equipo Visitante |
| ------------ | --------- | ---------------- |
| Emelec       | 4-0       | Chacarita        |
| Norteamérica | 1-2       | Barcelona        |
| Everest      | 0-0       | UD.Valdez        |
| Panamá       | 2-2       | Patria           |

| Fecha 10     | Fecha 10  | Fecha 10         |
| Equipo Local | Resultado | Equipo Visitante |
| ------------ | --------- | ---------------- |
| Barcelona    | 2-4       | UD.Valdez        |
| Emelec       | 0-0       | Patria           |
| Everest      | 1-1       | Chacarita        |
| Panamá       | 2-1       | 9 de Octubre     |

| Fecha 11     | Fecha 11  | Fecha 11         |
| Equipo Local | Resultado | Equipo Visitante |
| ------------ | --------- | ---------------- |
| UD.Valdez    | 3-0       | Panamá           |
| 9 de Octubre | 3-3       | Emelec           |
| Everest      | 2-0       | Barcelona        |
| Patria       | 0-0       | Norteamérica     |

| Fecha 12     | Fecha 12  | Fecha 12         |
| Equipo Local | Resultado | Equipo Visitante |
| ------------ | --------- | ---------------- |
| Barcelona    | 2-0       | Patria           |
| Panamá       | 3-2       | Chacarita        |
| 9 de Octubre | 2-2       | UD.Valdez        |
| Norteamérica | 1-1       | Emelec           |

| Fecha 13     | Fecha 13  | Fecha 13         |
| Equipo Local | Resultado | Equipo Visitante |
| ------------ | --------- | ---------------- |
| Emelec       | 3-1       | Everest          |
| Panamá       | 1-2       | Barcelona        |
| UD.Valdez    | 1-1       | Norteamérica     |
| Chacarita    | 0-2       | 9 de Octubre     |

| Fecha 14     | Fecha 14  | Fecha 14         |
| Equipo Local | Resultado | Equipo Visitante |
| ------------ | --------- | ---------------- |
| Barcelona    | 6-0       | Chacarita        |
| Patria       | 0-1       | UD.Valdez        |
| 9 de Octubre | 2-2       | Everest          |
| Norteamérica | 2-2       | Panamá           |

| Fecha 15     | Fecha 15  | Fecha 15         |
| Equipo Local | Resultado | Equipo Visitante |
| ------------ | --------- | ---------------- |
| Emelec       | 2-1       | Panamá           |
| 9 de Octubre | 1-2       | Barcelona        |
| Chacarita    | 2-1       | Patria           |
| Everest      | 3-2       | Norteamérica     |

| Fecha 16     | Fecha 16  | Fecha 16         |
| Equipo Local | Resultado | Equipo Visitante |
| ------------ | --------- | ---------------- |
| Emelec       | 3-0       | UD.Valdez        |
| Norteamérica | 3-2       | Chacarita        |
| Patria       | 2-2       | 9 de Octubre     |
| Panamá       | 2-2       | Everest          |

| Fecha 17     | Fecha 17  | Fecha 17         |
| Equipo Local | Resultado | Equipo Visitante |
| ------------ | --------- | ---------------- |
| Barcelona    | 1-0       | Emelec           |
| 9 de Octubre | 3-2       | Norteamérica     |
| UD.Valdez    | 2-1       | Chacarita        |
| Everest      | 2-0       | Patria           |

| Fecha 18     | Fecha 18  | Fecha 18         |
| Equipo Local | Resultado | Equipo Visitante |
| ------------ | --------- | ---------------- |
| Barcelona    | 2-1       | Norteamérica     |
| Chacarita    | 1-1       | Emelec           |
| UD.Valdez    | 2-3       | Everest          |
| Patria       | 4-1       | Panamá           |

#### Tabla de posiciones
| Pos | Equipo        | Pts | PJ | PG | PE | PP | GF | GC | Dif |
| --- | ------------- | --- | -- | -- | -- | -- | -- | -- | --- |
| 1º  | U.D. Valdez   | 22  | 16 | 10 | 2  | 4  | 25 | 20 | +5  |
| 2º  | Barcelona     | 19  | 16 | 9  | 1  | 6  | 31 | 21 | +10 |
| 3º  | Emelec        | 17  | 16 | 5  | 7  | 4  | 26 | 19 | +7  |
| 4º  | Everest       | 17  | 16 | 6  | 5  | 5  | 28 | 28 | 0   |
| 5º  | 9 de Octubre  | 16  | 16 | 5  | 6  | 5  | 30 | 31 | -1  |
| 6º  | Patria        | 15  | 16 | 5  | 5  | 6  | 32 | 26 | +6  |
| 7º  | Norte América | 14  | 16 | 4  | 6  | 6  | 27 | 26 | +1  |
| 8º  | Panamá        | 11  | 16 | 3  | 5  | 8  | 26 | 36 | -10 |
| 9º  | Chacarita     | 10  | 14 | 4  | 2  | 10 | 20 | 40 | -20 |

 Pts=Puntos; PJ=Partidos jugados; G=Partidos ganados; E=Partidos empatados; P=Partidos perdidos; GF=Goles a favor; GC=Goles en contra; Dif=Diferencia de gol
|  | Clasificaron al Cuadrangular Final |
|  | Descendió a Serie B.               |

## Cuadrangular Final
En el cuadrangular final se jugara a una sola vuelta los cuatro equipos clasificados que definirán al campeón e Subcampeón.

### Partidos y resultados
| Fecha 1      | Fecha 1   | Fecha 1          |
| Equipo Local | Resultado | Equipo Visitante |
| ------------ | --------- | ---------------- |
| Barcelona    | 2-2       | UD.Valdez        |
| Emelec       | 1-1       | Everest          |

| Fecha 2      | Fecha 2   | Fecha 2          |
| Equipo Local | Resultado | Equipo Visitante |
| ------------ | --------- | ---------------- |
| Barcelona    | 1-1       | Everest          |
| UD.Valdez    | 3-2       | Emelec           |

| Fecha 3      | Fecha 3   | Fecha 3          |
| Equipo Local | Resultado | Equipo Visitante |
| ------------ | --------- | ---------------- |
| Barcelona    | 3-1       | Emelec           |
| UD.Valdez    | 4-1       | Everest          |

#### Tabla de posiciones
| Pos | Equipo      | Pts | PJ | PG | PE | PP | GF | GC | Dif |
| --- | ----------- | --- | -- | -- | -- | -- | -- | -- | --- |
| 1º  | U.D. Valdez | 5   | 3  | 2  | 1  | 0  | 9  | 5  | +4  |
| 2º  | Barcelona   | 4   | 3  | 1  | 2  | 0  | 6  | 4  | +2  |
| 3º  | Everest     | 2   | 3  | 0  | 2  | 1  | 3  | 6  | -3  |
| 4º  | Emelec      | 1   | 3  | 0  | 1  | 2  | 4  | 7  | -3  |

 Pts=Puntos; PJ=Partidos jugados; G=Partidos ganados; E=Partidos empatados; P=Partidos perdidos; GF=Goles a favor; GC=Goles en contra; Dif=Diferencia de gol
|  | Campeón.    |
|  | Subcampeón. |

### Campeón
|                       |
| U.D. Valdez 1º Título |

| Predecesor: 1952 | Copa de Guayaquil III Edición | Sucesor: 1954 |

- Datos: Q22082667